# 高学敏
高学敏（1946年—），山东黄县人。中国人民解放军海军少将。

## 生平
出生于黑龙江萝北县。在沈阳第32中学（今沈阳外国语学校）读书。1965年考入哈尔滨军事工程学院弹道导弹总体专业。1970年分配到北海舰队某团任技师四年。1972年结婚。由于某营将要南下执行重大战备任务，于1976年10月1日从团政治处调任该营任某连政治指导员。1977年7月初随部队到平潭岛执行打捞“阿波丸”沉船的战备任务。1980年调至某海军基地政治部秘书、组织处副处长、处长。1983年入海军指挥学院轮训，结业后任海军指挥学院政治部组织部副部长、部长，海军指挥学院政治部副主任。1992年至1998年任海军电子工程学院政委、大校军衔。1998年任海军工程学院副政委。2003年1月—2006年9月任海军工程大学政委。海军少将军衔。调任海军某工程指挥部任政委。
退休后研究国家海洋战略和海军发展、军队和军队院校的思想政治教育，弘扬雷锋精神，常年在中央党校、国家行政学院、武汉大学担任国家高级干部培训讲座专家。任中国社会福利基金会学雷锋基金管委会执行主任。
先后出版了《火红的党旗》、《海洋科学概括》、《中国人口问题和军队计划生育工作》、《军事科技伦理学导论》等专著。